# Macrouroidinae
Die Macrouroidinae sind eine Fischgruppe aus der Ordnung der Dorschartigen (Gadiformes). Die zwei Arten der Gruppe leben bentho- bis bathypelagisch in Tiefen von 600 bis 4000 Metern, weit verbreitet in allen gemäßigten und tropischen Weltmeeren.

## Merkmale
Die Macrouroidinae werden 35 bis 48 cm lang und besitzen einen kaulquappenartigen Körper. Die einzelne, lange und niedrige Rückenflosse beginnt direkt hinter dem aufgeblähten Kopf und reicht bis zum Ende des riemenartigen Schwanzes, der keine Schwanzflosse trägt. Auch die Afterflosse ist lang, aber wenig entwickelt. Bauchflossen können fehlen. Wenn vorhanden, sind sie nur rudimentär und werden von fünf Flossenstrahlen gestützt. Das kleine Auge steht vor dem unterständigen Maul. Eine Kinnbartel fehlt. Die äußeren Kiemenreusenstrahlen sind schlank und lang. Die Anzahl der Branchiostegalstrahlen liegt bei sieben. Leuchtorgane sind nicht vorhanden. Die Schwimmblase ist zurückgebildet.

## Systematik
Die Macrouroidinae werden für gewöhnlich als Unterfamilie den Grenadierfischen (Macrouridae) zugeordnet. 2009 wurden sie von Adela Roa-Varón und Guillermo Ortí als Schwestergruppe der Trachyrincinae in die neu geschaffenen Familie Trachyrincidae gestellt.

## Gattungen und Arten
Es gibt zwei monotypische Gattungen:
- Macrouroides
  - Macrouroides inflaticeps Smith & Radcliffe in Radcliffe, 1912
- Squalogadus
  - Squalogadus modificatus Gilbert & Hubbs, 1916